# Санта-Фе-ди-Гояс
Санта-Фе-ди-Гояс (порт. Santa Fé de Goiás) — муниципалитет в Бразилии, входит в штат Гояс. Составная часть мезорегиона Северо-запад штата Гойас. Входит в экономико-статистический микрорегион Риу-Вермелью. Население составляет 4497 человек на 2006 год. Занимает площадь 1160,800 км². Плотность населения — 3,9 чел./км².

## Статистика
- Валовой внутренний продукт на 2003 год составляет 74 339 716,00 реалов (данные: Бразильский институт географии и статистики).
- Валовой внутренний продукт на душу населения на 2003 год составляет 17 260,21 реалов (данные: Бразильский институт географии и статистики).
- Индекс развития человеческого потенциала на 2000 год составляет 0,714 (данные: Программа развития ООН).